# Districtul Craigavon
Craigavon (irlandeză An Chorr Chríochach) este un district în Irlanda de Nord. Din punct de vedere administrativ, Craigavon este un district al Irlandei de Nord. 